# اندیس درز آباد
درز آباد یک اندیس فلزی است که در حوالی شهر فردوس استان خراسان قرار دارد و مادهٔ معدنی موجود در آن، سرب و روی است.  